# Fratura de Jones

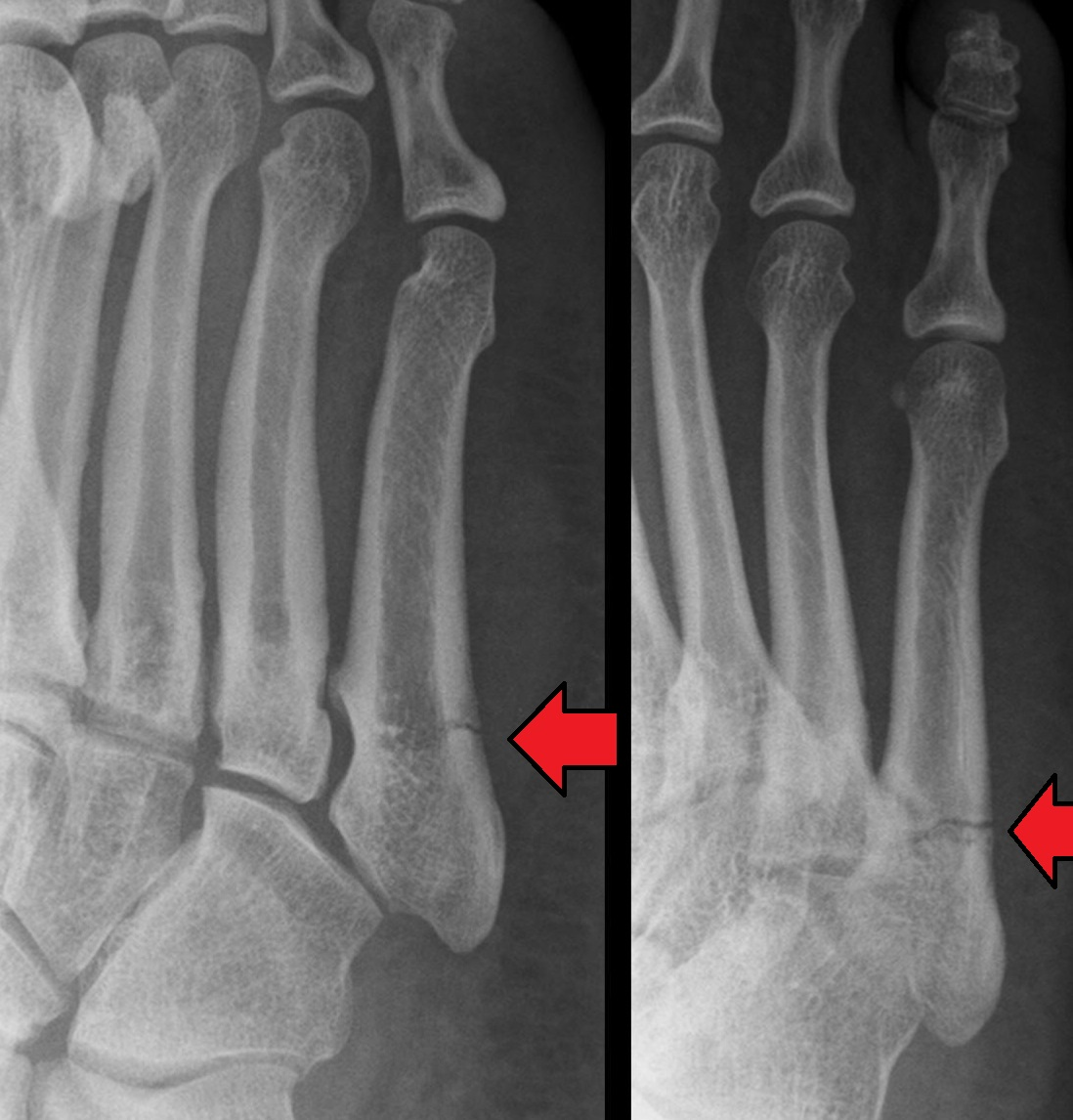
Raio X da fratura de Jones, na diáfise proximal do quinto metatarso.

A fratura de Jones é uma fratura óssea entre a base e a parte do meio do quinto metatarso do pé, que resulta em dor, perto da parte do meio de pé do lado de fora. Pode existir também hematomas e dificuldade para andar. O início geralmente é súbito.
Essa fratura foi descrita pela primeira vez em 1902 pelo cirurgião ortopédico Robert Jones, quando sofreu essa lesão dançando. É uma lesão comum entre esportistas e dançarinos de todas as idades.

## Causas
A fratura ocorre normalmente durante a flexão do pé e o pé se dobra para dentro. Este movimento pode ocorrer quando ocorre mudança brusca de direção enquanto o calcanhar está fora do chão como na dança, tênis ou basquete.

## Diagnóstico
O diagnóstico é normalmente baseado na clínica (dor na lateral externa do pé e hematoma após trauma físico) e confirmado com radiografia.

## Tratamento
O tratamento inicial é geralmente com um gesso ortopédico, sem andar com o pé fraturado, durante pelo menos seis semanas. Se após este período de tempo a cura não ocorrer, mais seis semanas podem ser recomendadas. Devido ao mau fornecimento de sangue nesta área, a quebra, por vezes, não cura, e a cirurgia é necessária. Em atletas ou se os pedaços de ossos estão separados a cirurgia pode ser considerada mais cedo. A fratura foi descrita pela primeira vez em 1902 pelo cirurgião ortopédico Robert Jones que sofreu a lesão enquanto dançava.